# Vasile Mariuțan
Vasile Mariuțan (ur. 8 marca 1935 w Chocimiu, zm. 14 lipca 1999 w Ovidiu) – rumuński bokser, wicemistrz Europy, dwukrotny uczestnik igrzysk olimpijskich.
Startował w wadze ciężkiej (ponad 81 kg). Zdobył w niej srebrny medal na mistrzostwach Europy w 1957 w Pradze po wygraniu dwóch walk przegrał w finale z Andriejem Abramowem ze Związku Radzieckiego. Na kolejnych mistrzostwach Europy w 1959 w Lucernie przegrał pierwszy pojedynek w eliminacjach.
Wystąpił na igrzyskach olimpijskich w 1960 w Rzymie. Po wygraniu dwóch walk uległ w ćwierćfinale Günterowi Siegmundowi z Niemiec. Na mistrzostwach Europy w 1961 w Belgradzie przegrał pierwszą walkę, podobnie jak na mistrzostwach Europy w 1963 w Moskwie.
Na igrzyskach olimpijskich w 1964 w Tokio pokonał Kiriła Pandowa, lecz w ćwierćfinale przegrał z Giuseppe Rosem. Przegrał pierwsze walki na mistrzostwach Europy w 1965 w Berlinie i na mistrzostwach Europy w 1967 w Rzymie.
Mariuțan był mistrzem Rumunii w wadze ciężkiej w latach 1958–1963, 1965 i 1966 oraz wicemistrzem w latach 1955–1957, 1964 i 1967.  Zwyciężał w Spartakiadzie Gwardyjskiej w 1959, 1961, 1961, 1964 i 1966.